# Cnemidophyllum citrifolium
Cnemidophyllum citrifolium är en insektsart som först beskrevs av Carl von Linné 1758.  Cnemidophyllum citrifolium ingår i släktet Cnemidophyllum och familjen vårtbitare. Inga underarter finns listade i Catalogue of Life.